# Crown Jewel (2021)
Crown Jewel 2021 là một sự kiện đấu vật chuyên nghiệp pay-per-view và WWE Network được tổ chức bởi WWE dành cho các chương trình thương hiệu Raw, SmackDown. Sự kiện này được tổ chức vào ngày 21 tháng 10 năm 2021 tại Mohammed Abdu Arena tại The Boulevard ở Riyadh, Ả Rập Xê Út. Đây là lần thứ ba WWE tổ chức Crown Jewel và là lần thứ sáu WWE kỷ niệm 10 năm hợp tác hỗ trợ Saudi Vision 2030. Sự kiện được phát trực tiếp trên WWE Network và Peacock (chỉ phát sóng ở Hoa Kỳ).

## Tổ chức
| Vai trò                         | Tên                |
| ------------------------------- | ------------------ |
| Bình luận viên tiếng Anh        | Corey Graves       |
| Bình luận viên tiếng Anh        | Michael Cole       |
| Bình luận viên tiếng Anh        | Byron Saxton       |
| Bình luận viên tiếng Ả Rập      | Faisal Almughaisib |
| Bình luận viên tiếng Ả Rập      | Jude Aldajani      |
| Thông báo viên sàn đấu          | Greg Hamilton      |
| Trọng tài                       | Jessika Carr       |
| Trọng tài                       | Dan Engler         |
| Trọng tài                       | Eddie Orengo       |
| Trọng tài                       | Chad Patton        |
| Trọng tài                       | Charles Robinson   |
| Người phỏng vấn                 | Kevin Patrick      |
| Người điều khiển trước trận đấu | Kayla Braxton      |
| Người điều khiển trước trận đấu | Matt Camp          |
| Người điều khiển trước trận đấu | Peter Rosenberg    |

### Pre-show
SmackDown Tag Team Championship The Usos (Jey Uso và Jimmy Uso) chiến đấu với The Hurt Business (Cedric Alexander và Shelton Benjamin) trong một trận đấu đồng đội không tranh đai. Cuối cùng, Jimmy thực hiện đòn Uso Splash lên Alexander để giành chiến thắng trong trận đấu.

### Các trận đấu khác
Sự kiện bắt đầu bằng trận đấu giữa Edge và Seth Rollins trong lồng sắt Hell in a Cell. Trong suốt trận đấu, cả hai sử dụng nhiều vũ khí khác nhau, bao gồm một ống thép, ghế sắt, thang, bàn và các bậc thang bằng thép. Cuối cùng, Rollins đặt đầu Edge lên ghế và cố gắng thực hiện một cú Stomp tuy nhiên Edge đã phản công. Edge đã thực hiện nhiều siêu phẩm của riêng mình nhằm vào Rollins. Cuối cùng, Edge đã thực hiện một cú Stomp của riêng mình lên Rollins trên ghế sắt để giành chiến thắng.
Mansoor đối mặt với Mustafa Ali. Trong trận đấu, Mansoor thực hiện một cú Moonsault lên Ali, tuy nhiên Ali đã phản công lại Mansoor, người đã với được dây sàn đấu để phá quy định. Cuối cùng, Mansoor thực hiện một cú neckbreaker Ali để giành chiến thắng trong trận đấu. Sau trận đấu, khi Ali tấn công Mansoor anh ta phải đối mặt với karateka Tareg Hamedi, người đã đá vào đầu Ali. Hamedi và Mansoor sau đó ăn mừng với đám đông .
RK-Bro (Randy Orton và Riddle) bảo vệ chức vô địch Raw Tag Team Championship trước AJ Styles và Omos. Cuối cùng, Orton đã phản công cú Phenomenal Forearm và tạo thành cú RKO lên AJ Styles, sau đó là Riddle thực hiện đòn Floating Bro lên Styles để giữ lại danh hiệu.
Doudrop của Raw đối mặt với Zelina Vega của SmackDown trong trận chung kết tranh vương niệm  Queen's Crown. Cuối cùng, Vega đã thực hiện cú Code Red trên Doudrop để giành chiến thắng trong trận đấu và giải đấu.
Goldberg chạm trán Bobby Lashley trong trận đấu No Holds Barred Falls Count Anywhere. Trong trận đấu, Lashley đã khống chế Goldberg và nhắm vào chân của Goldberg bằng cách đặt nó lên ghế và dẫm lên nó. Khi Lashley cố gắng tung cú Spear vào Goldberg, Goldberg đã di chuyển ra ngoài và Lashley đâm xuyên qua một chiếc bàn ở góc võ đài. Goldberg thực hiện một cú Jackhammer trên Lashley nhưng thay vì ghim Lashley, Goldberg quyết định anh ta vẫn chưa kết thúc. Bên ngoài sàn đấu, Goldberg thực hiện một cú Spear vào Lashley vào khu vực kĩ thuật. Goldberg cố gắng tấn công Lashley bằng các bậc thang thép tuy nhiên Lashley đã tránh ra. Goldberg theo Lashley đến khu vực sân khấu. Cuối cùng, Goldberg đã thực hiện cú Spear vào Lashley ngay từ lối vào sân khấu và xuyên qua các bàn được đặt dưới sân khấu và ghim Lashley để giành chiến thắng.
Xavier Woods đánh bại Finn Bálor trong trận tranh vương niệm King's Crown.

### Sự kiện chính
Roman Reigns (cùng với Paul Heyman) bảo vệ đai Universal Championship trước Brock Lesnar. Lesnar đã cố gắng thực hiện nhiều lần cú German Suplex nhưng Reigns vẫn nắm được dây sàn đấu. Ở bên ngoài, Reigns đẩy Lesnar vào cột dọc. Reigns đã đánh một cú Suicide Dive vào Lesnar bên ngoài sàn đấu. Reigns tung một cú đấm Superman Punch khiến Lesnar văng khỏi tạp dề. Reigns thực hiện cú Spear vào Lesnar. Reigns thực hiện 2 lần cú Superman Punch và cú Spear khác nhưng Lesnar đã nhảy qua Reigns, người đã trúng vào tăng đơ. Lesnar liên tục sử dụng cú German Suplex và đòn F-5 lên Reigns. Lesnar cố tung đòn F-5 thứ hai nhưng Reigns đã phản công thành Guillotine Choke nhưng Lesnar đã chiến đấu với cú Spinebuster. Lesnar tung cú F-5 thứ hai vào Reigns nhưng khiến trọng tài ngã xuống. Reigns tung cú spear thứ hai vào Lesnar. Heyman ném đai vô địch vào giữa Reigns và Lesnar và xảy ra một cuộc giằng co để giành lấy danh hiệu. The Usos bước ra và tấn công Lesnar bằng cú Double Superkick. Reigns sau đó nhảy lên và đánh vào đầu của Lesnar bằng chiếc đai và một trọng tài thứ hai bước ra đếm và qua đó giúp Reigns giữ lại đai.

## Kết quả
| #                                                                                     | Kết quả | Thể loại                                                     | Thời gian |
| ------------------------------------------------------------------------------------- | --- | ------------------------------------------------------------ | --------- |
| 1P                                                                                    | The Usos (Jey Uso và Jimmy Uso) đánh bại The Hurt Business (Cedric Alexander và Shelton Benjamin) bằng đòn kết liễu | Trận đấu đồng đội                                            | 10:40     |
| 2                                                                                     | Edge đánh bại Seth Rollins bằng đòn kết liễu                                                                        | Trận đấu Hell in a Cell                                      | 27:40     |
| 3                                                                                     | Mansoor đánh bại Mustafa Ali bằng đòn kết liễu                                                                      | Trận đấu đơn                                                 | 10:00     |
| 4                                                                                     | RK-Bro (Randy Orton và Riddle) (c) đánh bại AJ Styles và Omos bằng đòn kết liễu                                     | Trận đấu đồng đội tranh đai WWE Raw Tag Team Championship    | 8:40      |
| 5                                                                                     | Zelina Vega đánh bại Doudrop bằng đòn kết liễu                                                                      | Trận đấu đơn tranh vương niệm Queen's Crown                  | 5:55      |
| 6                                                                                     | Goldberg đánh bại Bobby Lashley bằng đòn kết liễu                                                                   | Trận đấu No Holds Barred match                               | 11:25     |
| 7                                                                                     | Xavier Woods đánh bại Finn Bálor bằng đòn kết liễu                                                                  | Trận đấu đơn tranh vương niệm King's Crown                   | 9:40      |
| 8                                                                                     | Big E (c) đánh bại Drew McIntyre bằng đòn kết liễu                                                                  | Trận đấu đơn tranh đai WWE Championship                      | 13:25     |
| 9                                                                                     | Becky Lynch (c) đánh bại Bianca Belair và Sasha Banks bằng đòn kết liễu                                             | Trận đấu tay ba tranh đai WWE SmackDown Women's Championship | 19:25     |
| 10                                                                                    | Roman Reigns (c) (với Paul Heyman) đánh bại Brock Lesnar bằng đòn kết liễu                                          | Trận đấu đơn tranh đai WWE Universal Championship            | 12:20     |
| - (c) – chỉ người vô địch bước vào trận đấu - P – chỉ trận đấu diễn ra trong pre-show | |                                                              |           |